# Custotychus minor
Custotychus minor är en skalbaggsart som först beskrevs av Leconte 1849.  Custotychus minor ingår i släktet Custotychus och familjen kortvingar. Inga underarter finns listade i Catalogue of Life.